# Ансґар
Ансґар, Анскар або Оскар (8 вересня 801 — 3 лютого 865) — архієпископ Гамбурга-Бремена. Єпархія Гамбурга була окреслена «Місією з метою принесення християнства на північ», і Ансґар став відомим як «Апсотол Півночі». Вважається святим і покровителем Скандинавії.

## Життя
Ансґар народився в Ам'єні в французькій Пікардії. Після ранньої смерті своєї матері він виховувався в Корбі. Його ранній вступ на шлях навчання та посвячення в чернече аскетичне життя були натхненні видінням своєї матері у присутності Святої Марії. У 822 році він був членом групи, направленої для заснування монастиря в Корвей у Вестфалії, і став там учителем і проповідником. Якийсь час він проживав з охрещеним Гаральдом Клаком і коли у 829 році у Вормсі два представники зі Швеції і шведського короля Бйорна з Гауґе попросили Луїза Побожного прислати місіонерів, він вислав Ансґара. Шведські представники твердили, що декілька шведів хочуть навернутися до християнства. Ансґар прибув до Бірки разом зі своїм помічником Вітмаром у 829 році і у 831 році вони утворили мале зібрання, яке включало королівського слугу Герґеїра, як найвизначнішого члена. Ансґар і його компаньйон направились тоді у Бірку на озері Меларен. Там він залишився 6 місяців, будучи зайнятим проповідуванням і наверненням жителів. Потім вони повернулися до Луїза і у 831 році його призначили єпископом Гамбурга. В 832 році Ансґар був призначений папським легатом до скандинавів. Він проповідував в Данії і Швеції, збудувавши першу церкву в Швеції. Ансґар помер у 865 році в Бремені. Незважаючи на його розгалужену роботу Скандинавія надалі залишилась язичницькою країною по його смерті. Його життя було написане його спадкоємцем на посаді ариєпископа Рімбертом у Віта Ансґарі.
Статуї, присвячені йому, стоять у Гамбурзі та Копенгагені, а також кам'яний хрест в Бірці, Швеція. На його честь було названо один з кратерів на місяці — Ансґаріус. Ансґар є святим покровителем Данії. Його свято припадає на 3 лютого.